# Coma Chameleon
Coma Chameleon ist das siebte Studioalbum der Donots. Es erschien am 28. März 2008 als Limited Edition mit Unterschriften der Band und als „normale“ Albumversion. Das Album stieg direkt auf Platz 41 in die deutschen Albumcharts ein.

## Entstehung
Coma Chamaeleon entstand vier Jahre nach dem letzten Studioalbum Got the Noise. Ursprünglich bei Gun Records unter Vertrag stehend, bat die Band um die Auflösung des Vertrages. Ohne Label im Rücken begann man am Album zu arbeiten und finanzierte die komplette Produktion vor. Die Band arbeitete erstmals mit dem Produzenten Kurt Ebelhäuser zusammen. So ging die Band relativ unvorbereitet ins Studio und Ebelhäuser arbeitete die vorher im Proberaum entstandenen Songs komplett um.

„Es war schon so, dass wir oft morgens ins Studio gingen, ohne eine Ahnung zu haben, was am Ende dabei rauskommen würde (Ingo Knollmann) (…) Die Songs bekamen in der Zusammenarbeit mit Kurt schnell ein völlig neues Gesicht. Lediglich zwei oder drei Songs sind auf dem Album, die wir so aufgenommen haben, wie wir sie vorher geschrieben hatten. Wir sprechen deshalb nicht von unserem ‚nächsten‘ Album, sondern vom ‚neuen‘ Album". (Jan Dirk)“

Zusätzlich engagierte die Band Vincent Sorg, der das zweite Album Tonight´s Karaoke Contest Winners (1998) produziert hatte. Dieser produzierte jedoch lediglich die Songs Pick Up the Pieces, New Hope for the Dead sowie Killing Time.
Der Albumtitel ist eine Anspielung auf Karma Chameleon von Boy Georges Culture Club.
Das fertige Album wurde schließlich über Ingo Knollmanns eigenes Label Solitary Man Records veröffentlicht, das bis dato eigentlich eher als Export-Label für europäische Bands im asiatischen Raum bekannt war.
Als Gaststar trat Walter Schreifels auf, der am Ende des letzten Songs Somewhere Someday den Refrain von Break My Stride wieder aufgreift.

## Stil
Insgesamt ist der Sound auf Coma Chameleon etwas düsterer als bei den Vorgängeralben der Donots, jedoch vor allem abwechslungsreicher. So sind die Songs To Hell with Love, Break My Stride und This Is Not a Drill von schnellem Punkrock geprägt. Auf der anderen Seite bei dem Song Stop the Clocks gibt es ein melancholisches Gefühl, was nochmals den Abwechslungsreichtum unterstreicht. Vergleiche wurden unter anderem zu Billy Talent, Beatsteaks, My Chemical Romance und Ash gezogen. Insbesondere da die ersten Alben stark im Fun-Punk beziehungsweise im damals recht angesagten Melodycore der 1990er Jahre, wie Blink-182, Pennywise und Simple Plan angesiedelt waren, war dieses Album eine deutliche Steigerung, wesentlich ernsthafter und dunkler. Viele Kritiker berichteten von einer runderneuerten Band, die nun dem „Kiddie-Punk“ entwachsen sei und jetzt erwachsenen Punkrock spielen würde.

## Titelliste
1. There’s a Tunnel at the End of the Light – 0:37
2. Break My Stride – 3:12
3. Pick Up the Pieces – 3:00
4. Headphones – 3:44
5. New Hope for the Dead – 3:20
6. Anything – 3:10
7. To Hell with Love – 1:34
8. Stop the Clocks – 4:11
9. The Right Kind of Wrong – 3:50
10. This Is Not a Drill – 2:48
11. Killing Time – 3:20
12. Somewhere Someday – 3:56
13. City Lights (Bonus-Track) – 2:54

## Singles
Zu Break My Stride wurde ein Musikvideo gedreht, das sich auf dem ersten Platz der MTV TRL Charts platzieren konnte.
Die zweite Auskopplung Stop the Clocks erschien am 13. Juni 2008 und war die bis dahin erfolgreichste Singleauskopplung der Donots, sie erreichte Platz 50 der deutschen Singlecharts und hielt sich insgesamt 9 Wochen dort. Auf der Veröffentlichung ist eine Unplugged-Version sowie ein The Fondor Five Remix von Stop the Clocks enthalten sowie die beiden Non-Album-Tracks Drag the River und Let Me Let You Down.
Die dritte Auskopplung The Right Kind of Wrong wurde ebenfalls nicht als Single veröffentlicht, das dazugehörige Musikvideo ist das erste der Donots welches nicht auf den deutschen Musiksendern gespielt wurde.